# Вја дел Пино (Пиза)
Вја дел Пино је насеље у Италији у округу Пиза, региону Тоскана.
Према процени из 2011. у насељу је живело 229 становника. Насеље се налази на надморској висини од 15 м.